# Matthew Davis
Pour les articles homonymes, voir Davis.
Matt Davis, est un acteur américain, né le 8 mai 1978 à Salt Lake City (Utah).
Il se fait connaître du grand public, grâce à son rôle d’Alaric Saltzman dans les séries télévisées fantastique, Vampire Diaries (2009-2017) et dans le spin-off, Legacies (depuis 2018) diffusée sur The CW.

## Biographie

### Jeunesse et formation
Matt Davis est né à Salt Lake City. Il a fréquenté l'école secondaire Woods Cross et a étudié à l'université de l'Utah.

### Carrière

#### Débuts et cinéma (années 2000)
Une de ses premières apparitions se fait dans le film Pearl Harbor (film) de Michael Bay en 2001. Il y campe le rôle de Joe, un pilote Américain qui combat aux côtés de Ben Affleck et Josh Hartnett.
Il est notamment connu pour avoir joué dans la comédie La Revanche d'une blonde en 2001.
Il a aussi joué dans des films notables comme Blue Crush en 2002, Tigerland en 2000 et BloodRayne en 2005. Il a ainsi tourné avec des acteurs reconnus comme : Colin Farrell, Michelle Rodríguez...

#### Révélation à la télévision (années 2010)

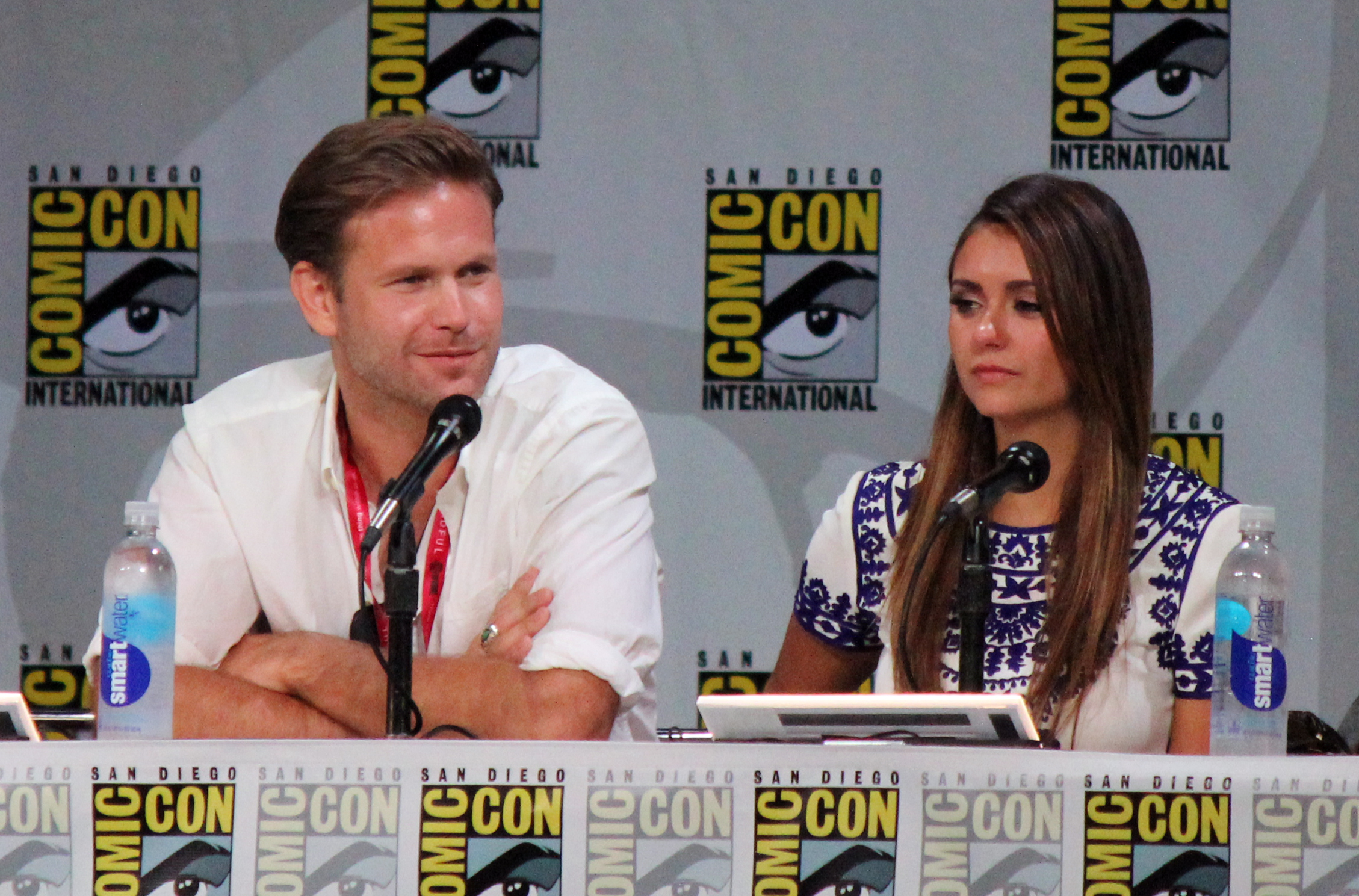
L'acteur aux côtés de Nina Dobrev, l'héroine de The Vampire Diaries, au Comic-Con de San Diego, le 27 juillet 2014.

De 2009 à 2017, il joue le rôle principal d'Alaric Saltzman, le nouveau professeur d’histoire également chasseur de vampires, dans la série The Vampire Diaries pour la CW.
En 2012, la CW lui propose le rôle principal de la série télévisée Cult ou il joue le rôle de Jeff Sefton, un journaliste embringué dans une sombre affaire à la recherche de son frère, en rapport direct avec une série télévisée populaire. En 2013, Cult est annulé par la CW au bout de 7 épisodes, pour manque d'audiences.
En 2018, il rejoint le casting de Legacies, la série dérivée de The Originals et de The Vampire Diaries dans laquelle il reprend le rôle d'Alaric Saltzman, en tant que directeur de l’école pour êtres surnaturels, Salvatore Boarding School for the Young & Gifted et père des jumelles Josette « Josie » Saltzman et Elizabeth « Lizzie » Saltzman. La série est diffusée depuis le 25 octobre 2018.

### Vie privée
Matthew a fréquenté l'actrice Zooey Deschanel de 2000 à 2001.
En mars 2008, il entame une relation avec l'actrice, Leelee Sobieski. Ils se sont mariés six mois plus tard, en septembre 2008, puis se sont séparés deux mois plus tard, en novembre 2008, avant de divorcer officiellement en février 2009 au bout de huit mois de vie commune et deux mois de mariage.
Il a ensuite partagé la vie de la mannequin et ancienne Miss Georgia, Brittany Sharp, de 2012 à 2017 - avec qui il s'était fiancé en 2016.
Le 24 décembre 2018, il a épousé Kiley Casciano (née le 4 octobre 1992), sa compagne depuis 2017, dans la chapelle d'un centre commercial à Los Angeles seulement trois heures après l'avoir demandé en mariage. Ils ont deux filles : Ripley Nightingale Davis (née le 31 mars 2020) et Dorothy Lavender David (née le 24 janvier 2022).

## Filmographie

### Cinéma
- 2000 : Tigerland de Joel Schumacher : Pvt. Jim Paxton
- 2000 : Urban Legend 2 : Coup de grâce (Urban Legends: Final Cut) de John Ottman : Travis Stark / Trevor Stark
- 2001 : Pearl Harbor de Michael Bay : Joe
- 2001 : La Revanche d'une blonde (Legally Blonde) de Robert Luketic : Warner Huntington III
- 2002 : Lone Star State of Mind de David Semel : Jimbo
- 2002 : Blue Crush de John Stockwell : Matt Tollman
- 2002 : Abîmes (Below) de David Twohy : Odell
- 2003 : Something Better de J.P. Allen et Laurel Hunter : Skip
- 2004 : Seeing Other People de Wallace Wolodarsky : Donald
- 2004 : Shadow of Fear de Rich Cowan : Harrison French
- 2005 : Heights de Chris Terrio : Mark
- 2005 : Piège au soleil levant (Into the Sun) de Christopher Morrison : Sean
- 2005 : BloodRayne de Uwe Boll : Sebastian
- 2006 : Mentor de David Langlitz : Carter
- 2006 : Bottoms Up de Erik MacArthur : Johnny Cocktail (vidéofilm)
- 2007 : Wasting Away de Matthew Kohnen : Mike
- 2009 : Finding Bliss de Julie Davis : Jeff Drake
- 2009 : Donnie Darko 2 : L'Héritage du sang (S. Darko) de Chris Fisher : Pasteur John
- 2010 : Waiting for Forever de James Keach : Aaron

### Télévision

#### Téléfilms
- 2009 : Limelight de David Semel : David
- 2019 : Noël sous le gui (Christmas Wishes and Mistletoe Kisses) de DJ Viola : Nick Sinclair

#### Séries télévisées
- 2006 - 2007 : What About Brian : Adam Hillman (rôle récurrent - 24 épisodes)
- 2008 : New York, unité spéciale : Pearson Junior "PJ" Bartlett (saison 9, épisode 18)
- 2009 : US Marshals : Protection de témoins : Lewis Folwer (1 épisode)
- 2009 - 2010 : Damages : Josh Reston (saisons 2 et 3, 5 épisodes)
- 2009 - 2017 : Vampire Diaries : Alaric Saltzman (rôle principal saisons 1 à 3 et 6 à 8, invité saisons 4 et 5)
- 2013 : Cult : Jeff Sefton (rôle principal - 13 épisodes)
- 2013 - 2014 : Les Experts : Sean Yeager (saison 14, 3 épisodes)
- 2017 : Las Reinas : Andrew Somerset (pilote non retenu par ABC)
- 2017 - 2018 : The Originals : Alaric Saltzman (saisons 4 et 5, 3 épisodes)
- 2018-2022 : Legacies : Alaric Saltzman (rôle principal)
- 2025 : Grosse Pointe Garden Society : Joel

## Voix françaises
En France, Alexis Victor est la voix française ayant le plus doublé Matthew Davis.
En France
| - Alexis Victor dans : - What About Brian (série télévisée) - Damages (série télévisée) - Vampire Diaries (série télévisée) - The Originals (série télévisée) - Legacies (série télévisée) | - Damien Ferrette dans : - BloodRayne - US Marshals : Protection de témoins (série télévisée) - Cédric Dumond dans : - Blue Crush - Abîmes et aussi - Didier Cherbuy dans Tigerland - Fabrice Josso dans Pearl Harbor - Mathias Kozlowski dans La Revanche d'une blonde |